# تام وان
تام وان (انگلیسی: Tom Vaughan؛ زادهٔ ۵ سپتامبر ۱۹۶۹) کارگردان فیلم و کارگردان تلویزیونی اهل بریتانیا است. وی از سال ۱۹۹۴ میلادی تاکنون مشغول فعالیت بوده‌است.
از فیلم‌ها یا سریال‌های تلویزیونی که وی در آن‌ها نقش داشته‌است، می‌توان به نوعی زیبایی، چیزی که در وگاس رخ می‌دهد، اقدامات فوق‌العاده، بسیار مخفی، عشق بزرگ، دکتر فاستر، ویکتوریا، نشریات و خدمه پرواز اشاره نمود.